# بيارنه غولدبيك
بيارنه غولدبيك (بالدنماركية: Bjarne Goldbæk)‏ (مواليد 6 أكتوبر 1968) هو لاعب كرة قدم. يلعب مع منتخب الدنمارك لكرة القدم. سبق له أن لعب في كأس العالم لكرة القدم مع منتخب بلاده.

## روابط خارجية
- بيارنه غولدبيك على موقع الاتحاد الدولي (مؤرشف)  (الإنجليزية)
- بيارنه غولدبيك على موقع قاعدة بيانات كرة القدم.إي يو (الإنجليزية)
- بيارنه غولدبيك على موقع بيانات كرة القدم. دي إي (الألمانية)
- بيارنه غولدبيك على موقع ناشيونال فوتبول تيمز (الإنجليزية)
- بيارنه غولدبيك على موقع Soccerway.com (الإنجليزية)
- بيارنه غولدبيك على موقع عالم كرة القدم.نت (الإنجليزية)